# Heterusia melaleucata
Heterusia melaleucata là một loài bướm đêm trong họ Geometridae.